# Anestésico local

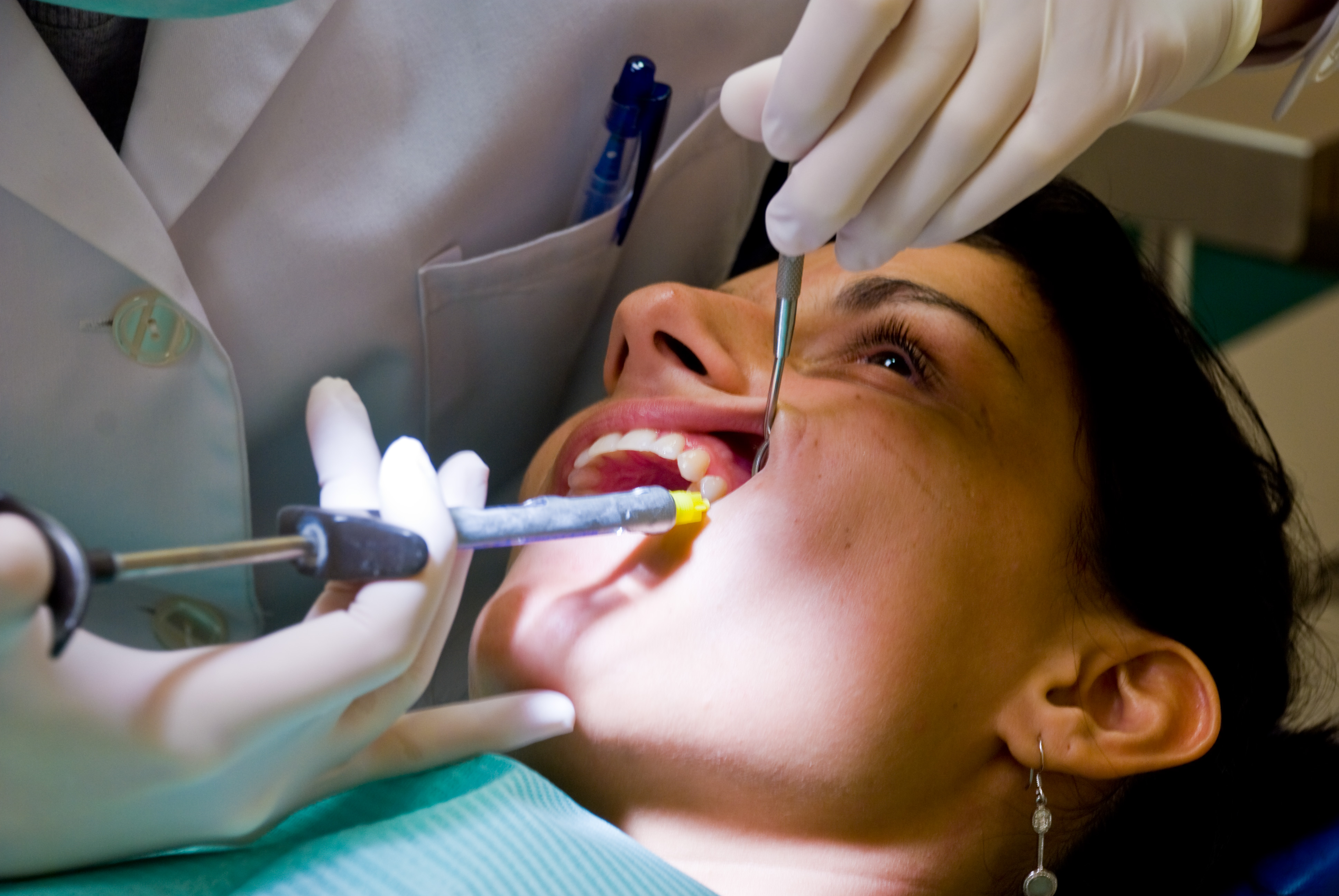
Aplicación de anestesia local por inyección

Los anestésicos locales (AL), son un grupo heterogéneo de fármacos que bloquean los canales de sodio dependientes de voltaje, por lo tanto interrumpen el inicio y propagación de los impulsos nerviosos en los axones con el objetivo de suprimir la sensación. También pueden inhibir varios receptores, aumentar la liberación de glutamato y deprimir la actividad de algunas vías de señalización intracelular.
Son universalmente utilizados por multitud de profesionales de la salud (anestesiólogos, cirujanos, enfermeros, odontólogos, podólogos, dermatólogos, médicos internistas, en veterinaria, etc.) a diario, son fármacos que a concentraciones suficientes, evitan temporalmente la sensibilidad en el lugar de su administración. Su efecto impide de forma transitoria y perceptible, la conducción del impulso eléctrico por las membranas de los nervios y el músculo localizadas. Por tanto, también se bloquea la función motora, excepto en el músculo liso, debido a que la oxitocina (hormona liberada por la hipófisis) lo continua estimulando.
Muchos de los actuales anestésicos locales de uso común, son empleados en forma de cremas o aerosol (lidocaína) o en pastillas bucales (benzocaína).

## Características
La naturaleza del enlace que une la cadena intermedia al polo lipófilo origina las dos grandes familias de anestésicos locales de la que disponemos hoy en día, las aminoaminas y los aminoesteres. La principal diferencia entre estos dos tipos de fármacos radica en su metabolización en cuanto los ésteres son hidrolizados mediante enzimas plasmáticas y las amidas mediante degradación hepática lo cual convierte a estas últimas en sustancias más estables en condiciones fisioquímicas más difíciles, pudiendo por ello mezclarse con ácidos y bases fuertes y soportar mejor los cambios de luz y temperatura.
| AMINOESTERES    | AMINOAMIDAS     |
| Cocaína         | Lidocaína       |
| Benzocaína      | Mepivacaína     |
| Procaína        | Prilocaína      |
| Tetracaína      | Bupivacaína     |
| 2.cloroprocaína | Etidocaína      |
|                 | Procainamída    |
|                 | Ropivacaína     |
|                 | Articaína       |
|                 | Levobupivacaína |

Los factores que afectan el inicio de acción, intensidad y duración del bloqueo neuronal incluyen:
- Liposolubilidad
- Uneínas
- El pKa del fármaco que determina la velocidad del inicio del bloqueo
- Disminución del tejido tisular
- Aumento de la dosis

## Mecanismo de acción

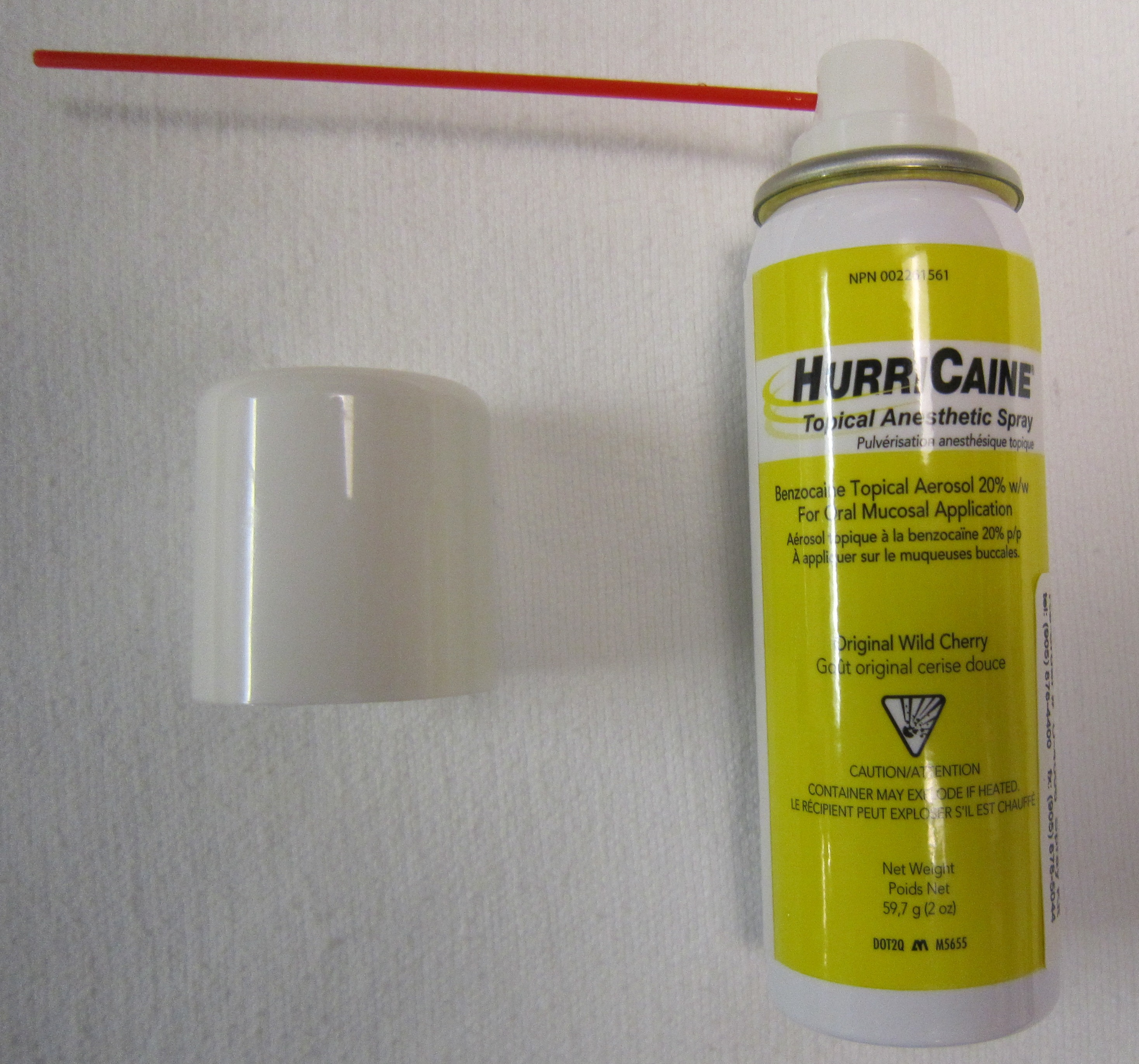
Benzocaína en aerosol.

Al llegar un estímulo a una célula nerviosa, ocurre un cambio del potencial eléctrico de la membrana conllevando a un movimiento de iones de sodio y potasio. Ello crea un nuevo gradiente eléctrico que se traduce como un impulso causando la despolarización del nervio y la propagación por toda la membrana celular.
El anestésico local ejerce su función por interacción directa con los receptores específicos del canal de sodio en la membrana del nervio. La molécula del anestésico debe atravesar la membrana celular mediante difusión pasiva no iónica de la molécula sin carga. Dentro de la célula el fármaco cambia a una forma con carga, la cual se une al canal de sodio y previene la activación subsecuente y el gran aflujo de sodio que, en condiciones regulares, se relaciona con la despolarización de la membrana.
A menudo se emplea la epinefrina (10 μg/Kg en pacientes pediátricos o 200-250 μg) para prolongar la duración de la anestesia. Debido a que la epinefrina causa una vasoconstricción local, contribuye a disminuir la toxicidad sistemática del anestésico y aumenta la intensidad del bloqueo sensitivo de la región anestesiada.

## Clasificación
Hay dos grupos:
- Los anestésicos locales del grupo éster (aminoesteres), prácticamente no se utilizan en la actualidad, por la menor duración de su efecto y por producir más fenómenos alérgicos que los del grupo amida. Dentro de este grupo se encuentran los siguientes fármacos: cocaína, benzocaína, procaína, tetracaína y cloroprocaína.
- Los anestésicos locales del grupo amida (aminoamidas), presentan múltiples ventajas respecto a los anteriores, sobre todo una menor incidencia de efectos secundarios. Pertenecen a este grupo: lidocaína, mepivacaína, prilocaína, bupivacaína, articaína y la ropivacaína, de reciente introducción.

## Otras sustancias con efecto anestésico local
Recientemente se ha desarrollado una línea de estudio sobre el uso clínico de bases púricas, especialmente neosaxitoxina, como anestésicos locales de acción prolongada.
Sin embargo, hay muchas otras sustancias que producen efecto anestésico local sin ser anestésicos locales en el sentido más tradicional de la expresión. Cabe citar el bretilio y el pronetalol, entre otros.